# Де Греф, Хелен
Хелен Де Греф (нидерл. Heleen de Greef; род. 15 сентября 1965) — нидерландская шахматистка, международный мастер (1986) среди женщин.
Чемпионка Нидерландов (1984 — делёж первого места, 1986).
В составе сборной Нидерландов участница четырёх Олимпиад (1984, 1988—1992).

## Изменения рейтинга
| Графики недоступны из-за технических проблем. См. информацию на Фабрикаторе и на mediawiki.org. |